# Carhuiza
Carhuiza, o Karhuiza, es una localidad perteneciente al municipio de Batallas, en la provincia de los Andes en el departamento de La Paz, en Bolivia.
Se sitúa a una altitud de 3,735 m s. n. m. El código INE es el 021203. La localidad de Karhuiza tiene una superficie aproximada de 25 ha. 
La localidad de Karhuiza está delimitada por las siguientes jurisdicciones territoriales: al norte con la ex hacienda Sojata; al sur con la ex hacienda Cullucachi; al este con la ex hacienda Chiripaca; y, al oeste con la población de Batallas

## Vías de acceso
La localidad de Karhuiza está emplazada a una distancia de 65 km, a 1 hora, de la ciudad de La Paz, por la Ruta 2 que se dirige a Copacabana.

## Clima
La temperatura media anual del aire es de 9.8 °C, con una humedad relativa del 64 %. El período de lluvias se concentra entre noviembre y abril, por lo que existe un alto grado de humedad, con una precipitación media anual de 540 mm. La radiación solar en el mes de junio es de 550 cal/cm2/día, y entre noviembre y enero, de 400 cal/cm2/día. La evaporación media estimada es 3.0 mm/día.

## Relieve
La configuración del relieve de la zona presenta dos tipos de configuraciones: planicie en la parte baja y declividad pronunciada en la parte alta (pie de cerros rocosos). El nivel freático varía de acuerdo a las zonas: en la planicie tiene un nivel freático alto (1.0 m), y zona alta con nivel freático bajo (2.5 m o más).

## Demografía
Se tiene una población permanente total aproximada de 912 habitantes (2012, dato previo al censo), distribuida en 190 familias, con un promedio de 4.8   hab/familia. La distribución por sexos es del 49 % de hombres, y 51 % de mujeres.  

## Características socioculturales

### Procedencia
Los pobladores on principalmente de familias aimaras, originarias de la misma comunidad y comunidades del municipio de Batallas. Algunas familias han llegdo de poblaciones vecinas por la ubicación de Karwisa en la carretera principal.

### Origen étnico
Algunos etnohistoriadores señalan que los antiguos habitantes de estas tierras serían los indígenas de la etnia de los Pucaras, otros historiadores indican que descenderían de la cultura Chiripa que estaban asentadas en las orillas del lago Titicaca. La mayoría de los asentamiento de la zona son de origen aimara. 

### Idioma
El principal idioma hablado en el municipio de Batallas es el aimara que es hablado por el 97,38% de la población, de los cuales solamente el 13,05 % habla netamente el aimara (monolingüe), el 84,02% de habitantes se comunican mediante el español y aimara (bilingüe). 

### Religiones y creencias
La mayoría de la población es Católica (85 %), el 10% pertenece a algunos grupos evangélicos y el 5% practican otras religiones y sectas.
Las actividades de carácter religioso se mezclan con tradiciones culturales y religiosas ancestrales, como: la Challa a la Pacha Mama, Inti Tata, etc.,  con origen en la religión simbólica en la región aimara que se vienen arrastrando de muchos siglos atrás (desde antes de la colonia). Se tributan ofrendas de diferentes características a los ídolos, habiéndose desarrollado una amalgama religiosa que combina lo ancestral con la religión católica.

### Costumbres
La población de Karhuiza, está formada por familias, cada núcleo familiar está integrado por los padres, y los hijos. Los hijos desde los 8 años de edad colaboran a los padres en la agricultura o en el pastoreo de los ganados luego de cumplir con sus tareas escolares, en caso de que estudien. La madre cumple con el trabajo doméstico y coadyuva en trabajos en la agricultura y ganadería. El padre es el responsable de los trabajos de preparación de suelo para la siembra, en la implantación de los cultivos y otras actividades.
La práctica de la medicina tradicional es una costumbre arraigada en la población. Los pobladores generalmente tienen algún conocimientos sobre el manejo de remedios caseros, elaborados sobre la base de insumos naturales (hierbas), además que constituye un medio de relacionamiento con la naturaleza y sus tradiciones culturales. 
La participación de las familias en el desarrollo de su comunidad,  es en trabajos comunitarios y con servicio comunal según sus usos y costumbres. Los moradores ocasionalmente asumen cargos como autoridades comunales con apoyo y acompañamiento de la esposa, además ambos asisten a todas las actividades socioculturales y religiosas, sin embargo predomina la decisión de los hombres sobre las mujeres. 

## Actividades productivas
La principal actividad económica de la población es la crianza de ganado vacuno tanto criollo como mejorado para la producción de leche y sus derivados. Le sigue la producción agrícola, entre los más importante, el cultivo de papa, las habas, y en menor grado la quinua. 
La ganadería y la agricultura ocupa un 81.3 % de la población, luego en importancia se tiene el empleo en otros lugares como ser maestro contratista en la ciudad de La Paz y otros empleos en la misma zona ambos con un 8.7 y 6 % de ocupación respectivamente, finalmente se encuentra la actividad comercial y muy pocos se dedican a la artesanía. 

### Rotación de cultivos y manejo de suelos
La rotación de cultivos y el manejo de suelos desde el punto de vista técnico no son generalmente aplicados debido a que la parcelación por herencia de padre a hijos, ha llevado a que los terrenos son muy pequeños. La actividad agrícola está limitada al autoconsumo. Su fuente de ingreso principal es por la ganadería y de la actividad lechera principalmente.
El derecho propietario de los terrenos, mayormente es adquirido por herencia, siendo transmitido de generación a generación (padres a hijos), con los peligros que ello conlleva por efecto de la parcelación, pues estas áreas son muy pequeñas e insuficientes para poder constituirse en un medio de subsistencia de las familias.  El tamaño promedio de los predios para la producción es de 2.8 ha.